# Images and Words
Images and Words ist das zweite Studioalbum der US-amerikanischen Progressive-Metal-Band Dream Theater und wurde am 7. Juli 1992 via Atco Records veröffentlicht. Weiter handelt es sich um die Premiere mit dem aktuellen Sänger James LaBrie und zugleich um das meistbeachtete und (bis zur Veröffentlichung von Distance Over Time im Jahr 2019) kommerziell erfolgreichste Album (mit dem bisher einzigen Top-10-Hit) der Band. Images and Words gilt als Meilenstein des Progressive Metal und verhalf diesem Genre zu erneuter Popularität.

## Entstehung
Nach dem kommerziellen Misserfolg des Debütalbums When Dream and Day Unite (1989) aufgrund fehlender Unterstützung durch die Plattenfirma Mechanic Records, einer Tochterfirma von MCA, blieb auch die nachfolgende, aus lediglich fünf(!) Konzerten bestehende Tournee weit hinter den Ambitionen der Band zurück. Darüber hinaus offenbarten sich künstlerische Differenzen mit dem damaligen Sänger Charlie Dominici, der nicht wirklich zum Musikstil von Dream Theater zu passen schien und im November 1989 schließlich entlassen wurde. Darüber äußert sich Dominici in einem späteren Interview:

„Dream Theater war nicht wirklich meine Band. Mike Portnoy sagte kurz nach dem Split mal in irgendeinem Interview, ich sei einfach nicht der richtige Sänger für sie gewesen, und vermutlich hatte er recht. Aber ehrlich gesagt waren Dream Theater auch nicht die richtige Band für mich.“

Im Rahmen der Vocal Auditions testete man während beinahe anderthalb Jahren erfolglos knapp 200 potenzielle Kandidaten (darunter u. a. John Arch). Während dieser Zeit spielte die Band gelegentliche Konzerte als instrumentales Quartett und engagierte einen Sänger namens Steve Stone, der nach seiner misslungenen Premiere gleich wieder gefeuert wurde. John Petrucci erinnert sich:

“Some of those that tried out were out of their minds – as soon as you met them you knew it wouldn’t work out but [for the sake of politeness] you would have to play with them for a while, […] There was one guy who called himself The Crazy Viking, and another who brought his whole family with him.”

Als Kevin James LaBrie, der damals noch der kanadischen Glam-Metal-Band Winter Rose angehörte, der Gruppe sein Bewerbungsband einreichte und daraufhin in New York zum Vorsingen eingeladen wurde, war man auf Anhieb begeistert und bot ihm kurze Zeit später die vakante Position des Sängers an. Über die 45-minütige Jam-Session mit LaBrie berichtet Mike Portnoy:

“James went in for his audition on January 19th, 1991 and was asked to join the band 3 days later. Lovin’ Touchin’ Squeezin’ (Journey) was the very first song we played with him […]. We also did Metropolis, Don’t Look Past Me, A Fortune in Lies, The Killing Hand, To Live Forever…”

Und James LaBrie erinnert sich an die damalige Situation:

“By the time I met them, the guys were not in the least downhearted. There was great spirit and morale. They knew within themselves that they had something special. That inner confidence was the first thing that struck me about them.”

Auf die Frage, wann er realisiert habe, dass LaBrie der Richtige für die Band sei, ob während oder nach den Aufnahmen von Images and Words?, meint Petrucci rückblickend:

“It was immediate. We got the press kit and heard a live recording of him and we were blown away. We had to get this guy. As soon as he came down and we did a few songs with him, we asked him right away. It was immediate. We loved him.”

Mit James LaBrie als neuem Sänger wurde ebenso ein neuer Vertrag über acht Alben mit der Plattenfirma Atco Records unterzeichnet und wenig später mit den Aufnahmen des Albums Images and Words begonnen. Zuvor musste die Band nach Angaben von Mike Portnoy jedoch „viel Geld“ bezahlen, um sich aus dem zuvor mit Mechanic Records geschlossenen Vertrag wieder herauszukaufen:

“We had to buy ourselves out of that contract. We begged them to drop us because they weren't doing anything with us. And sure enough, they didn't want to let us go because they held the leverage of the contract.”

### Aufnahme/Produktion
Die Aufnahmen von Images and Words fanden von Oktober bis Dezember 1991 in den ländlich gelegenen Bear Tracks Studios (NY) von Jay Beckenstein sowie in The Hit Factory in New York City statt. Zu diesem Zeitpunkt waren die meisten der auf dem Album veröffentlichten Lieder (z. B. Take the Time, Metropolis – Part I The Miracle and the Sleeper, Learning to Live sowie das erst im Jahr 1995 verwendete A Change of Seasons) bereits geschrieben, sodass James LaBrie bei keinem der Stücke als direkter Autor angegeben wurde. Die Produktion des Albums war mit teilweise gravierenden Spannungen verbunden, da insbesondere Mike Portnoy und Kevin Moore wiederholt mit dem von der Plattenfirma eingesetzten und als exzentrisch geltenden Produzenten David Prater aneinandergerieten und es dabei beinahe zu Handgreiflichkeiten sowie ernsthaften Zwischenfällen, wie z. B. dem Ausschluss der Band aus dem Studio, kam. Darüber berichtet James LaBrie:

“Kevin and Mike both had big issues with David, but he got along fabulously with the two Johns and myself.”

und Petrucci ergänzt:

“Sure, he could be forceful in expressing his opinions. I recall having been proud of my guitar solo for Surrounded but he told me it sounded like a bad Van Halen solo, but Prater did an amazing job for us.”

Konkret wurde u. a. der Snare- und Bass-Drum-Sound des Schlagzeugs gegen Portnoys Willen getriggert und die ursprüngliche Spieldynamik damit verfälscht. Dazu äußert sich Mike Portnoy wie folgt:

“That was ‘his [David Prater’s] sound’. We were young and new and didn’t have much leverage, so we had to go with it. […] Dealing with this asshole [David Prater] was tortuous! […] We were writing music that sounded like Metallica jamming with Yes or Rush, so somebody needed to [act as a mediator] or the album might’ve disappeared into oblivion.”

Weiter wurden Petruccis Gitarren-Riff bei Learning to Live im finalen Mix mit voller Lautstärke eingesetzt statt – wie ursprünglich vorgesehen – allmählich eingeblendet und darüber hinaus weitere Details ohne Rücksprache mit der Band verändert. Als wesentlichster Eingriff seitens der Plattenfirma dürfte jedoch die Kürzung der von Dream Theater ursprünglich als Doppelalbum konzipierten CD angesehen werden, wodurch mehrere Songs weggelassen und durch teilweise kommerziellere Stücke ersetzt wurden (ein Umstand der sich fünf Jahre später während der Entstehung des vierten Albums Falling Into Infinity wiederholen würde). Darüber erzählt Portnoy:

“While the band waited for the deal with Atco to be finalized in the middle of 1991, their A&R man, Derek Oliver encouraged them to continue writing songs. This resulted in them writing Pull Me Under, Surrounded, Another Day and Wait for Sleep. Having two new ‘commercial’ songs (Surrounded and Another Day) they opted to use them in exchange for the older songs (To Live Forever and Don’t Look Past Me). Derek Oliver expressed concern that including A Change of Seasons would take the album ‚too far.‘ After much arguing, the band agreed to leave the song off the album, as long as they could record it later as an EP.”

Die erwähnten, auf Images and Words nicht enthaltenen Lieder Don’t Look Past Me und To Live Forever wurden im Jahr 2005 auf dem offiziellen Bootleg Images and Words: Demos 1989–1991 via YtseJam Records veröffentlicht, A Change of Seasons sogar komplett neu (mit Derek Sherinian als Keyboarder) aufgenommen und als gleichnamige EP (1995) herausgebracht (siehe Veröffentlichungen). Über die Entstehung des Albums und die damaligen Umstände äußert sich John Petrucci im Rahmen der Video-Dokumentation zur Images, Words & Beyond 25th Anniversary Tour (2017) wie folgt:

“[…] it was about a year and a half period where we were literally keeping day jobs, getting together at night many times a week and writing […] the songs that’ll be on Images and Words […] and simultanously looking for a vocalist. By the time James [LaBrie] came in, everything was pretty much ready to go. So, what he did bringing his voice in, just really made these songs that we were writing totally come to completion, come to life. Because he not only had the sound that we were looking for, as far as his vocal quality, but he had the range and the ability to do anything we wanted to do. This far as the comeradery and the way that the band felt in the studio, felt about each other, it was awesome. We were living together in a house not too far from the studio, we were recording at Bear Tracks Studio […] which was a converted barn in beautiful upstate New York. […] And we were having the time of our lives. Finally getting signed again after that long period […] of uncertainty, having James in the band, everything was great! I think the tension came between the producer David Prater and some of the guys in the band. […] But what I would think looking back, it’s all fine, it came out great. Not having A Change of Seasons on it was the right decision for sure, I’m glad that Images is only an hour-long record.”

Und weiter erzählt er, die Band habe zwei Wochen vor der Veröffentlichung von Images and Words noch immer kein Management gehabt und man habe kurzerhand einen Freund für diese Aufgabe angefragt. Als das Album schließlich herausgekommen sei und man mit der Unterstützung durch die neue Plattenfirma Atco Records zu touren begonnen habe, sei die Gruppe zunächst in einem selbst gefahrenen Kleinbus quer durch Amerika gereist und habe in kleinen Clubs gespielt. Nachdem das Lied Pull Me Under dann aber total unerwartet zu einem wahrhaftigen Rock-Radio-Hit geworden sei und Dream Theater dadurch zunehmend an Popularität gewonnen habe, habe sich die Möglichkeit ergeben, fortan auch international auf Tour zu gehen. Weiter seien die Songs der Band nun regelmäßig im Radio gespielt worden und man habe sogar ein Musikvideo drehen können, welches u. a. in der Sendung Headbanger’s Ball auf MTV gezeigt worden sei. Auch sei man unterdessen in einem richtigen Tourbus herumgefahren worden und habe nur noch ausverkaufte Konzerte gespielt, sei nach Japan und Europa gereist usw. – jedoch habe all das nur deshalb begonnen, weil dieser Song damals zum richtigen Zeitpunkt eingeschlagen habe.
Auf die Frage, ob er und seine Bandkollegen während des Aufnahmeprozesses das Gefühl hatten, dass Images and Words sich als so wichtiges Album für sie herausstellen würde, antwortet Petrucci:

“Well, we had no idea that it would end up doing what it did for us – basically launch our touring and international career as a band. That's really what it did. We had no idea, no. In fact, we didn't even write songs, really, that had that potential in that atmosphere, because all the things that were being played on the radio sounded nothing like Dream Theater, so we didn't really think we had a chance. They were playing Nirvana and Pearl Jam. There was still some kind of '80-ish bands around and stuff. Even the band that David Prater, the producer, had done right before us was this band Firehouse, and they were like a big pop-metal ballad band. So we didn't think we had any place. But we did feel really good about how the album came out. We felt very proud of it. We knew that it sounded good. I remember feeling really proud anytime I would play it for somebody. Like, 'Oh, you have to hear this. Check it out.' And the reaction was always, 'Wow! That sounds really good.' So we knew there was something there, but we had no idea what it would do for us.”

### Albumcover
Nach Angaben von Portnoy in den FAQ seiner offiziellen Website sei das Albumcover von Images and Words sowie das des nachfolgenden Studioalbums Awake (1994) gemeinsam mit der ganzen Band entworfen worden:

“Basically we all sat around and came up with the concept as a band. We pulled elements from different song lyrics. We did the same thing with the cover of Awake.”

## Titelliste
Passend zum Albumtitel werden die Credits im CD-Booklet von Images and Words von der Band originellerweise als Images (= Musik) und Words (= Text) angegeben:
| Nr. | Titel                                            | Credits                                        | Länge |
| --- | ------------------------------------------------ | ---------------------------------------------- | ----- |
| 1.  | Pull Me Under                                    | Dream Theater (Images) / Kevin Moore (Words)   | 8:11  |
| 2.  | Another Day                                      | Dream Theater (Images) / John Petrucci (Words) | 4:22  |
| 3.  | Take the Time                                    | Dream Theater (Images and Words)               | 8:21  |
| 4.  | Surrounded                                       | Dream Theater (Images) / Kevin Moore (Words)   | 5:28  |
| 5.  | Metropolis – Pt. 1 The “Miracle and the Sleeper” | Dream Theater (Images) / John Petrucci (Words) | 9:30  |
| 6.  | Under a Glass Moon                               | Dream Theater (Images) / John Petrucci (Words) | 7:02  |
| 7.  | Wait for Sleep                                   | Kevin Moore (Images and Words)                 | 2:31  |
| 8.  | Learning to Live                                 | Dream Theater (Images) / John Myung (Words)    | 11:30 |

Arbeitstitel

Üblicherweise verwenden Dream Theater beim Komponieren ihrer Stücke ein sogenanntes „Chart-System“ und geben den einzelnen Songteilen zwecks besserer Erinnerung originelle Namen (crazy references). Auch erhalten die meisten Lieder zunächst Arbeitstitel, bevor sie dann neu benannt und in eine im Rahmen des Albums sinnhafte Reihenfolge gebracht werden. Für einzelne Songs von Images and Words wählte die Band laut Mike Portnoy zunächst die folgenden Arbeitstitel:

“Pull Me Under was ‘Oliver's Twist’ Take the Time was ‘Grab That Feel’ Metropolis pt.1 was ‘Crumbling Metropolis’ Under a Glass Moon was ‘The Battle of Jimmy Cocoa and Fishface’ Learning to Live was ‘Creep With Tonality’.”

## Personal
Band
- James LaBrie – Lead- und Background-Gesang
- Kevin Moore – Keyboards
- John Myung – Bass
- John Petrucci – Gitarre
- Mike Portnoy – Schlagzeug, Perkussion

Gastmusiker
- Jay Beckenstein – Sopransaxophon bei Another Day

Produktion
- David Prater – Produktion
- Doug Oberkircher – Tontechnik, BearTracks Studio, Suffern / NY
- Steve Regina – Tontechnik (Assistenz)
- David Prater & Doug Oberkircher – Abmischung
- Derek Oliver – A & R
- Ted Jensen – Mastering, Sterling Sound / NYC
- Larry Freemantle – Artdirektor
- Dan Muro – Fotos

## Veröffentlichungen/Tourneen
Das Studioalbum Images and Words wurde am 30. Juni 1992 veröffentlicht. Nach einigen Pre-Shows in den Jahren 1990 (ohne James LaBrie) und 1992 (mit James LaBrie) folgte eine zweiteilige Welttournee mit den Bezeichnungen Images and Tour (120 Konzerte) bzw. Music in Progress (73 Konzerte), welche die Band zwischen September 1992 und November 1993 erfolgreich durch Amerika, Japan und Europa führte.
| Jahr | Titel                                          | Label                       | Format(e) | Kommentar |
| 1992 | Images and Words                               | Atco Records                | CD / MC   | |
| 1993 | Live at the Marquee                            | Atco Records                | CD        | Das erste Live-Album von Dream Theater enthält sechs Stücke des Konzertes vom 24. April 1993 im The Marquee Club in London, u. a. den einzigen Release des improvisationsbasierten Instrumentalstücks Bombay Vindaloo, welches von der Band lediglich sechs Mal live gespielt, jedoch nie als Studioversion produziert wurde. Gerüchten zufolge sollen die meisten Vocals von James LaBrie nachträglich im Studio neu eingesungen worden sein. Darüber berichtet Portnoy: “I don’t know why we picked certain songs, but I have a feeling that the reason was that some were just bodus, someone might have just messed up so bad – these things happen – untold things that happen live that you can’t control. And if you don’t do any overdubs… It should be stressed that our involvement with this album was very minimal. We don’t look at it like it’s a real Dream Theater album by any means. it’s just something that came up, we did it and put it out for any fans that would be interested in having it or hearing it. I’m not saying that we're not proud of it – I like it. I think it’s a good souvenir or whatever, but we weren't really that hands-on with it at all.” |
| 1993 | Images and Words: Live in Tokyo                | Atco Records                | VHS       | Das erste Live-Video der Band enthält den größten Teil des Konzertes vom 26. August 1993 im Nakano Sun Plaza in Tokyo (Japan), die offiziellen Videos zu Pull Me Under, Take The Time und Another Day sowie Bonusmaterial (Interviews und Fotos). |
| 2004 | Images and Words: Live in Tokyo                | Warner Music Vision         | 2xDVD     | Veröffentlichung des Live-Videos aus dem Jahr 1993 in Kombination mit 5 Years in a LIVEtime (1994–1998) |
| 2005 | Images and Words: Demos 1989–1991              | YtseJam Records             | 2xCD      | Veröffentlichung eines offiziellen Bootlegs mit Probenaufnahmen sowie alternativen Versionen einzelner Stücke Wiederveröffentlichung über InsideOut im September 2022 |
| 2008 | Greatest Hit (…And 21 Other Pretty Cool Songs) | Rhino Entertainment Company | 2xCD      | Im Rahmen des einzigen Best-of-Albums der Band erschienen die ursprünglichen Singleauskopplungen Pull Me Under, Take the Time und Another Day sowie das bisher als Studioversion unveröffentlichte Lied To Live Forever als 2007-Remix-Versionen. |
| 2013 | Images and Words                               | Enjoy The Ride Records      | LP        | |

Auf einigen Europa-Konzerten der Chaos-in Motion-Tour (2007/08) wurde das Album Images and Words anlässlich seines 15. Jahrestages in voller Länge gespielt. Des Weiteren wurde es auf der Images, Words & Beyond Tour (2017) anlässlich seines 25. Jubiläums jeweils in der zweiten Konzerthälfte komplett (inklusive A Change Of Seasons, dem ursprünglich geplanten Schlussstück des Albums, als Zugabe) sowie mit retrospektiven Kommentaren von Sänger James LaBrie präsentiert.

### Official Bootleg:Images and Words: Demos 1989–1991
Über das damalige bandeigene Label Ytsejam Records wurde im Jahr 2005 im Rahmen der „Demo Series“ eine Doppel-CD mit dem Titel Images and Words: Demos 1989–1991 herausgebracht, welche die Entstehung des Albums Images and Words anhand diverser Demoaufnahmen aus den Jahren 1989–1991 dokumentiert. Diese enthält u. a. Lieder wie don’t Look Past Me oder To Live Forever, die teilweise auch mit anderen Sängern wie John Hendricks (2×) sowie Steve Stone und Chris Cintron (je 1×) aufgenommen wurden, es letztlich aber nicht aufs Album schafften. Die Wiederveröffentlichung erfolgte über InsideOut im Jahr 2022.
| Nr.                                   | Titel                         | Länge  | Gesang         |
| Disc 1                                | Disc 1                        | Disc 1 | Disc 1         |
| ------------------------------------- | ----------------------------- | ------ | -------------- |
| Instrumental Demos 1989–1991          |                               |        |                |
| 1.                                    | Metropolis                    | 9:26   | -              |
| 2.                                    | Take The Time                 | 9:22   | -              |
| 3.                                    | Learning To Live              | 11:09  | -              |
| 4.                                    | Under A Glass Moon            | 7:24   | -              |
| Vocalist Audition Demos 1990          |                               |        |                |
| 5.                                    | Don’t Look Past Me            | 6:25   | John Hendricks |
| 6.                                    | To Live Forever               | 4:46   | John Hendricks |
| 7.                                    | To Live Forever               | 4:44   | Steve Stone    |
| 8.                                    | A Change Of Seasons           | 17:35  | Chris Cintron  |
| Disc 2                                |                               |        |                |
| The ATCO Demos May 1991               |                               |        |                |
| 1.                                    | Metropolis                    | 9:15   | James LaBrie   |
| 2.                                    | To Live Forever               | 4:31   | James LaBrie   |
| 3.                                    | Take The Time                 | 7:57   | James LaBrie   |
| I&W Pre-Production Demos October 1991 |                               |        |                |
| 4.                                    | Pull Me Under                 | 7:38   | James LaBrie   |
| 5.                                    | Another Day                   | 4:27   | James LaBrie   |
| 6.                                    | Surrounded                    | 5:42   | James LaBrie   |
| 7.                                    | Under A Glass Moon            | 7:12   | James LaBrie   |
| 8.                                    | Wait For Sleep                | 2:38   | James LaBrie   |
| 9.                                    | Learning To Live              | 12:08  | James LaBrie   |
| 10.                                   | Oliver’s Twist (Hidden Track) | 9:43   | James LaBrie   |